# Национални парк Таза
Национални парк Таза (ар.:الحظيرة الوطنية تازة) је један од најмањих паркова у Алжиру. Стациониран је у Џиџел покрајини у региону планинског венца Мали Атлас и добио је име по граду Таза, који се налази у непосредној близини парка. Парк је површине 3,807 km² и у њега су укључени шумовити предели Героч рејона. На нижим деловима парка ретко долази до мраза и они су релативно топли и суви, док се на врховима могу формирати снежни покривачи. Годишње падавине у парку се крећу од 1000 до 14000 милиметара, а годишња средња температура у парку је око 18 °C.

## Историјат и карактеристике парка
Национални парк Таза основан је 1923. године од стране француске колонијалне администрације у Алжиру. Његов циљ тада био је да заштити обалу и високу шуму, као и да обезбеди станиште и заштиту за берберског макакија. Једн од граница парка чини Средоземно море, а његов предео обухвата и стеновита подручја која повећавају просечну надморску висину у парку на 1100 м. Једна од највиших дрвећа у Алжиру плутњак и португалски храст пописана су у овом парку.
 Парк се налази 30 km северно-источно од Џиџел покрајине. У парк су укључене пећине Џиџела, као и пешчане плаже, бројне литице и гротови.
Национални парк Таза признати је биосферни резерват са разноликом флором и фауном од стране Унеска.

## Биосферни резерват
Резерват биосфере Таза обухвата цео Национални парк Таза. Циљ је комбиновати очување животне средине са одрживим коришћењем природних ресурса, омогућавајући локалној економији да успева. Нека од станишта, биљака и дивљих животиња на простору резервата су важне или јединствене у северној Африци и на међународном нивоу. Око 5600 људи, углавном берберског порекла, живе унутар резервата, у великој мери се задржавају на малим пољопривредним газдинствима, узгајају поврће и стоку.
Туризам је такође важан за локалну економију. Управљање резервом укључује пројекте еколошког развоја.

## Флора и фауна
На нижим надморским висинама у шумама доминира плутњак и друге врсте храстова (Quercus afares, Quercus canariensis), дивља трешња, 
средоземна врба (Salix pedicellata), црна јова, маклен (Acer monspessulanum) и пољски јасен (Fraxinus angustifolia).
Берберски макаки настањује парк и угрожена је врста примата. Угрожена врста птице Sitta ledanti такође је присутна у парку, а по попису и истраживању из 1989. године у парку је живело 364 јединке. Парк настањују и многе птице грабљивице.
На простору парка био је настањен берберски лав.